# Регистарске ознаке у Холандији
У Холандији, регистарске таблице регулише државна агенција RDW која је задужена за регистрацију возила у тој земљи.  Оно што их издваја од таблица осталих европских држава јесте што су оне жуте боје (иако се беле таблице користе за возила што се извозе, али и као "треће" таблице за она возила где је прекривена стандардна задња таблица). Од 2000. године се са леве стране налази међународна ауто-ознака NL а изнад ње су звездице Европске уније; замена старијих таблица без те ознаке је била обавезна до почетка 2003. године иако им је регистарски број био задржан.
Такси возила имају светло плаве таблице, без обзира што им је формат исти као код обичних, јер плаћају другачији порез како би легално превезли путнике; недостатак такве таблице се сматра да је такси возило нелегално, као и сам превоз, а возач би наплатио мањи износ особи коју треба у аутомобилу да превезе.

## Раније шеме
Холандија је увела систем регистарских таблица возила 26. априла 1898. године, тако поставши трећа земља на свету која је то учинила, после Француске 1893. и Немачке 1896.  Таблица са бројем 1 издата је једном Ј. ван Даму, који је купио први аутомобил холандске производње, произведен у његовој сопственој фабрици „Groninger Motor-Rijtuigen Fabriek”.  Тренутни систем је уведен 1951. године, мада са другачијим форматима него што је данас случај.

### Кодови покрајина (до 1951)
- : Гронинген
- : Фрисланд
- : Дренте
- : Оверејсел
- : Северна Холандија
- : Јужна Холандија
- : Зеланд
- : Гелдерланд
- : Северни Брабант
- : Утрехт
- : Лимбург
- : прекоморске територије Холандије

## Формати
Постоје разни формати холандских регистарских таблица које су временом били уведени:
| година     | илустрација | формат (хол. ) | назнак |
| ---------- | ----------- | -------------- | --- |
| 1951–1965  |             | 1              | овај формат је тренутно у употреби за увезене олдтајмере (пре 1973) употребљујући комбинације слова које тада нису биле издаване: и за аутомобиле и за мотоцикле и за привредна возила |
| 1965–1973  |             | 2              | овај формат је тренутно у употреби за возила за посебне намене (са словном ознаком ) |
| 1973–1978  |             | 3              | жуте таблице уведене 1975. године, али нису биле обавезне до 1. јануара 1978. године Млади људи између 10 и 40 година YA, YB, YD и YE |
| 1978–1991  |             | 4              | од тад самогласници (и још нека слова) се не користе као слова у словним комбинацијама, али се зато ту користе слова и . Дупла нула није дозвољена |
| 1991–1999  |             | 5              | слово се не користи као слово у словним комбинацијама. Дупла нула није дозвољена |
| 1999–2008  |             | 6              | у фебруару 2000. је уведен стандард који је подразумевао, између осталог, убацивање звездица ЕУ и плаве траке са леве стране таблице. Била је обавезна промена свих таблица осим неких за историјска возила, упркос задржавања истог регистарског броја. Тренутно се користи за мотоцикле (почетно слово M). Дупла нула није дозвољена |
| 2006–данас |             | 7              | тренутно се користи за камионе и аутобусе (B) као и приколице изнад 750 kg (W). Задња цифра не може да буде нула |
| 2006–данас |             | 8              | као прво слово, због избегавања мешања за одређеним таблицама за возила која се извозе, користе се искључиво слова , и . Прва цифра не може да буде нула |
| 2006–данас |             | 9              | слово је резервисано за пољопривредна возила. Од 18. фебруара 2025. формат се користи за таблице за камионе и аутобусе (са почетним словом B). Трострука нула није дозвољена |
| 2011–данас |             | 10             | издато за путничка возила од августа 2019. до јуна 2024. Трострука нула није дозвољена |
| 2015–данас |             | 11             | тренутно се издаје за мопеде (D и F) као и лака привредна возила (претежно комбији, V); од 2021. године је такође издаван и за пољопривредна возила (L) као и за тракторе (T). године, а од 4. јуна 2024. и за путничка возила (почев од слова G). Дупла нула није дозвољена                                                                |
| 2021-данас |             | 12             | у употреби од 31. децембра 2021. године за тракторе (T), као и лака привредна возила од 8. јануара 2024. (V). Електрични тротинети од 1. јула 2025. () У свим случаја дупла нула није дозвољена |
| 2016–данас |             | 13             | тренутно се издаје за брзе моторне чамце (прво слово Y), а пре је био издаван и за тракторе којима је била потребна таблица ради одласка у Белгију, употребивши серију |
| 2016–2020  |             | 14             | издаван за тракторе којима је била потребна таблица ради одласка у Белгију, употребивши серију |

Данас се од слова прескачу самогласници и слово Y (како би се избегле непримерене словне комбинације, мада O се користи као прво слово за таблице за полуприколице) као и неки сугласници за које постоји могућност мешања са другим знаковима (C и Q, због могућности мешања са нулом или словом O), а слова M и W се прескачу за путничка возила због ширине.

## Процедура регистрације возила
Од 1. јануара 2014. у Холандији се користи регистрациона картица возила направљена од пластике, величине кредитне картице; приликом вожње у Холандији потребне су само та картица и возачка дозвола. Исти изглед те картице се користи, без обзира на категорију возила, а на њој се налази чип са детаљнијим информацијама о возилу. Све раније издате регистрације возила остају важеће док аутомобил не промени власништво (тј. док власник не затражи замену докумената о регистрацији возила). Раније је била потребна потврда о регистрацији (хол. оoverschrijvingsbewijs) за продају возила, а данас је замењен шифром.